# راه‌پیمایی برای علم
راهپیمایی علم (که قبلاً به عنوان راهپیمایی دانشمندان در واشینگتن شناخته می‌شد) برگزاری مجموعه‌ای از اعتراضات و راهپیمایی‌ها در واشینگتن و بیش از ۶۰۰ شهر در سراسر جهان در روز زمین، در ۲۲ آوریل ۲۰۱۷ است. این راهپیمایی یک جنبش غیر حزبی برای جشن گرفتن علم و تأثیر آن در زندگی روزمره است. اهداف این راهپیمایی تأکید بر اهمیت و نقش علم در دست‌یابی به منافع مشترک برای تمامی انسان‌ها و تأکید بر لزوم سیاست‌گذاری حکومت‌ها بر اساس روش سیاست‌گذاری مبتنی بر شواهد است. برگزارکنندگان و حامیان جنبش راهپیمایی علم بر غیر سیاسی و جناحی بودن آن تأکید دارند. این جنبش توسط دانشمندانی پایه‌گذاری گردیده‌است که با دیده شک و تردید به روش‌های مدیریتی دونالد ترامپ می‌نگرند و اعتقاد دارند روش‌های اینچنینی منجر به آسیب جایگاه علم و عدم بهره‌برداری از فوائد آن که طی قرون متمادی و به سختی برای بشریت حاصل شده‌است، می‌گردد. در وب‌سایت راهپیمایی علم نوشته شده‌است «دولت آمریکا با نادیده  گرفتن علم در جهت دستیابی به اهداف ایدئولوژیک، دنیا را در معرض خطر قرار می‌دهد.»
موارد خاص مطرح شده در علم سیاست توسط راهپیمایان شامل حمایت از سیاست‌گذاری مبتنی بر شواهد و همچنین حمایت دولت از پژوهش با تخصیص بودجه برای تحقیقات علمی و لزوم شفافیت دولت‌ها است. همچنین تأکید بر عدم انکار حقایق مستدل علمی که مورد تأیید اکثریت دانشمندان است نظیر اجماع علمی دربارهٔ پدیده تغییرات آب و هوایی و نظریه تکامل جزو خواسته‌های این جنبش است. راهپیمایی علم در ادامه فعالیت‌های اعتراضی دانشمندان آمریکایی در پی انتخابات نوامبر ۲۰۱۶ که منجر به پیروزی دونالد ترامپ گردید و تظاهرات ۲۰۱۷ زنان است.
روبرت پروکتور، مورخ علم در دانشگاه استنفورد اشاره می‌کند که راهپیمایی علم «به لحاظ مقیاس و مشارکت بخش وسیعی از جامعه علمی بی‌سابقه است» و علت آن «باور اکثریت دانشمندان نسبت به وقوع یک حمله گسترده علیه حقایق علمی و واقعیت‌ها است.»

## پس زمینه

### بنیانگذاران و رؤسای جمهور گذشته
اکثریت بنیانگذاران ایالات متحده علاقه ویژه‌ای به علم داشته‌اند. بنجامین فرانکلین دانشمندی بود که اکتشافات بنیادی در الکتریسیته داشت. «همانند فرانکلین، توماس جفرسون، جان آدامز، جیمز مدیسون و جورج واشینگتن همگی از مشتاقان علم بوده و در علوم طبیعی و فیزیکی سرآمد بودند.»
تعداد زیادی از رؤسای جمهور بعدی نیز به علم توجه داشته و سیاست تشوق آنرا دنبال کرده‌اند؛ به عنوان مثال می‌توان به آبراهام لینکلن، تئودور روزولت، جان اف کندی، جیمی کارتر، جورج دبلیو بوش و باراک اوباما اشاره کرد. در سال ۲۰۱۰ مجله علمی طبیعت در مورد «روند رو به رشد نگاه علم ستیز» هشدار داد و استدلال کرد که این روند تهدیدی برای آینده کشور که «بسیار وابسته به آموزش علم و تکنولوژی است.» می‌باشد. شاون لارنس اتو نویسنده کتاب نبرد با علم نوشته بود: «پیش‌بینی آنکه بدانیم دقیقاً چه زمانی تفکر ضد علمی برای سیاستمداران آمریکایی قابل قبول می‌گردد.»

### دونالد ترامپ
به عنوان نامزد ریاست جمهوری در انتخابات ریاست جمهوری ۲۰۱۶ ایالات متحده٬ دونالد ترامپ مشکل تغییرات جهانی آب و هوا را یک موضوع جعلی دانست که واقعیت ندارد. او همچنین وعده داد ساخت خط لوله کیستون XL را از سر خواهد گرفت و قوانین وضع شده در آژانس حفاظت از محیط زیست آمریکا (EPA) و مقررات تصویب شده توسط دولت اوباما را ملغی خواهد کرد.

### همبستگی بین‌المللی
برای حمایت از این جنبش راه‌پیمایی‌های گسترده‌ای در سراسر جهان تدارک دیده شد. این راهپیمایی‌ها در حمایت از دانشمندان آمریکایی و دانشمندان آب و هوا و به‌طور کلی در اعتراض به محدودیت آزادی علمی در سطح بین‌المللی منجمله اقدامات دولت‌ها نظیر مورد دانشگاه اروپای مرکزی در مجارستان و بسته شدن موسسات آموزشی و اخراج دانشگاهیان در تصفیه ۲۰۱۶–۲۰۱۷ پس از کودتا در ترکیه و مسائل جزئی و محلی است.